# Rafał Przybylski
Rafał Przybylski (Szczecin, 19 de febrero de 1991) es un jugador de balonmano polaco que juega de lateral derecho. Es internacional con la Selección de balonmano de Polonia.
Con la selección debutó en 2013 y disputó con ella el Campeonato Mundial de Balonmano Masculino de 2017.

## Clubes
- SMS Gdańsk (2007-2010)
- Nielba Wągrowiec (2010-2012)
- KS Azoty-Puławy (2012-2017)
- Fenix Toulouse HB (2017-2019)[3]
- KS Azoty-Puławy (2019-2024)